# Willing (Bad Aibling)

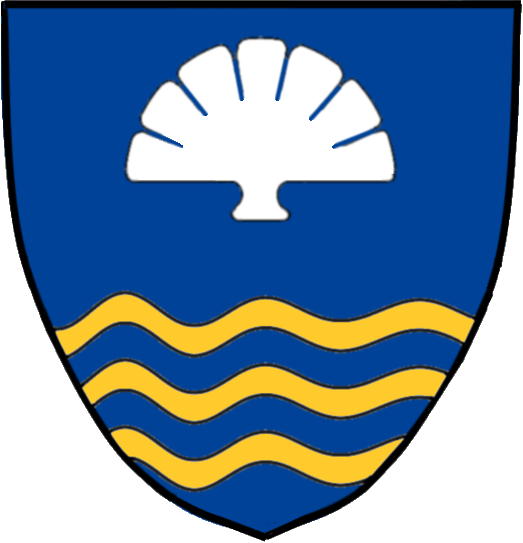
Wappen von Willing

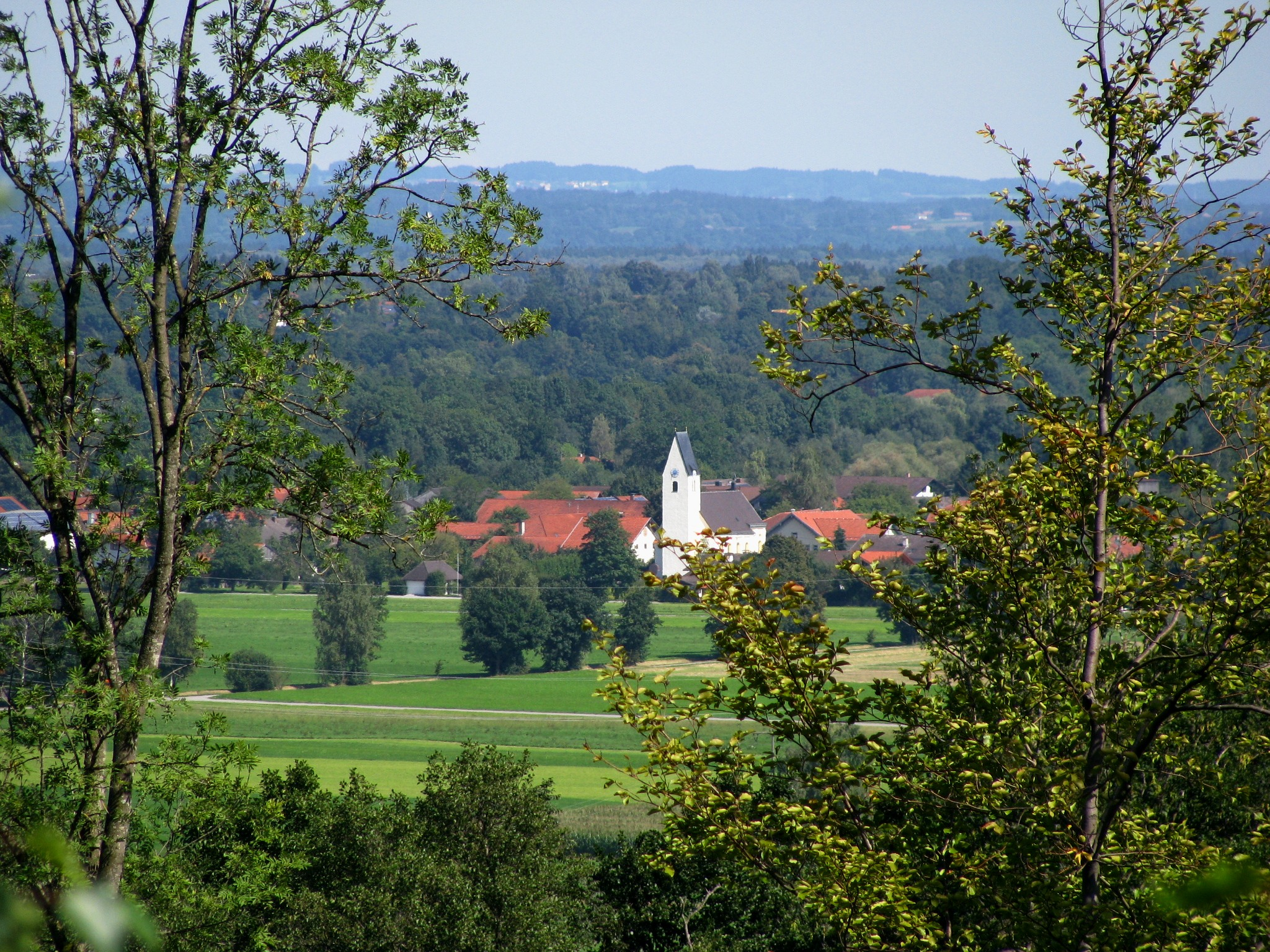
Ortsansicht aus südwestlicher Richtung

Willing ist ein Stadtteil von Bad Aibling in Oberbayern.

## Geographie
Das Pfarrdorf liegt südwestlich von der Innenstadt von Bad Aibling am Südufer der Mangfall.

## Geschichte
Anlässlich des Gerichtstags zu Aibling wurde Willing (Willingun) am 13. Januar 804 gemeinsam mit den benachbarten Orten Aibling, Berbling, Mietraching und Ellmosen erstmals urkundlich erwähnt, als über die Besitzrechte der Willinger Kirche verhandelt wurde. Vermutlich war Willing bereits in germanischer Zeit eine Gemarkung, der Berbling und Westerham angegliedert waren. Im Mittelalter war Willing eine Raststätte des Jakobsweges.
Der Ort wurde durch die Verwaltungsgebietsreformen in Bayern 1818 eine selbständige politische Gemeinde. Von 1897 bis 1973 verfügte Willing über einen eigenen Bahnhof an der Lokalbahn Bad Aibling–Feilnbach.
Im Zuge der Gemeindegebietsreform kam Willing am 1. Mai 1978 zur Stadt Bad Aibling, außer Eulenau, das der Gemeinde Bad Feilnbach zugeteilt wurde.

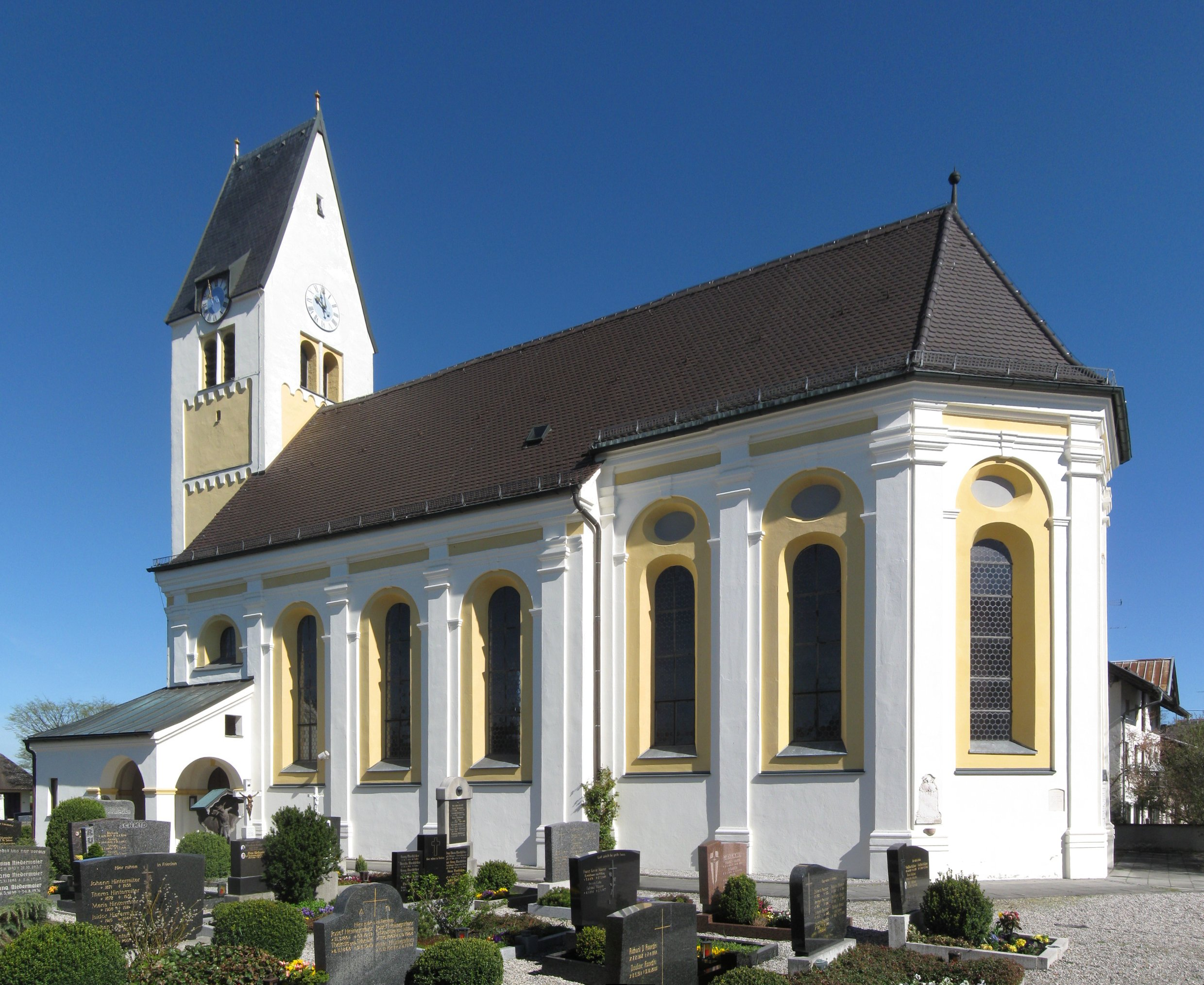
Willing, St. Jakob

## Einwohnerentwicklung
1925: 0777

1933: 0800

1939: 0786

2004: 1194

## Kulturelle Einrichtungen
Gmoahof, Pfarrheim Willing

## Kirche St. Jakobus
Ein spätbarocker Saalbau mit Westturm (Kern spätmittelalterlich) 1688–97 von Hans Mayr d. Ä. erbaut. Langhaus zu vier Jochen und zweijochiger Chor mit ⅜-Schluss. Ausgestattet mit Stichkappentonne und Deckengemälde von 1751 sowie einem neubarocken Hochaltar von 1944.